# Фазыл, Риза Эмирович
Риза́ Эми́рович Фазы́л (Фазы́лов; крымскотат. Riza Emir oğlu Fazıl, Риза Эмир огълу Фазыл; 30 мая 1928, деревня Барын, Карасубазарский район, Крымская АССР — 26 ноября 2016, Симферополь) — крымскотатарский писатель и журналист. Председатель Союза крымскотатарских писателей (2008—2016). Заслуженный работник культуры Узбекской ССР (1973). Заслуженный деятель искусств Автономной Республики Крым (2010).

## Биография
В 1944 году вместе с частью депортированных из Крыма крымских татар был перемещён в Макаревский район Костромской области. В 1955 году окончил Костромской техникум советской торговли. В 1959 году экономический факультет Самаркандского института советской торговли. После окончания вуза некоторое время работал в киргизском городе Ош ревизором и главным бухгалтером универмага.
В 1965—1980 годах — сотрудник ташкентской крымскотатарской газеты «Ленин байрагъы» («Ленинское знамя»), работал переводчиком и начальником отдела. Вернулся в Крым. В 1980—1994 годах заведовал отделом поэзии в издательстве журнала «Йылдыз» («Звезда»), был ответственным секретарем.
В 2008 году возглавил Союз крымскотатарских писателей. Занимался популяризацией крымскотатарской литературы.
Похоронен на мусульманском кладбище в микрорайоне Каменка.

## Творчество
Свои первые стихи опубликовал в газете «Ленин байрагъы» в 1964 году. В 1970 году вышел его первый сборник стихов под названием «Наврез» («Навруз»). Занимался изучением устного народного творчества, в 1971 году издал сборник поговорок на крымскотатарском языке «Къайда бирлик — анда тирилик» («Где единство — там и сила»). В 1976 году выпустил сборник очерков о женщинах-фронтовиках «Аналар яш экенде» («Когда матери были молодыми»). Им были подготовлены учебник по крымскотатарской литературе «Тувгъан эдебият» («Родная литература»), двухтомник избранных произведений Ашика Умера «Сайлама есерлер». Совместно с Сафтером Нагаевым издал книгу «Къырымтатар эдебияты тарихына бир назар» («Взгляд на историю крымскотатарской литературы»).
В Крыму совместно с имамом Абдульваитом Сахтара перевел на крымскотатарский язык «Буюрынъыз дуагъа!» и «Коран».

## Награды и премии
- Заслуженный работник культуры Узбекской ССР (1973)
- Заслуженный деятель искусств Автономной Республики Крым (2010)
- Премия имени Эшрефа Шемьи-заде за лучшее произведение на крымскотатарском языке (2009)
- Премия Автономной Республики Крым в области литературы (2011) — за издание произведений поэта Мустафы Джевхери